# André Brie
André Brie este un om politic german, membru al Parlamentului European în perioada 1999-2009 din partea Germaniei. 
1. ↑  Andre Brie, Munzinger Personen, accesat în 9 octombrie 2017
2. ↑  „André Brie”, Gemeinsame Normdatei, accesat în 9 aprilie 2014
3. ↑  Deputații în Parlamentul European